# بورتیتسه (ناحیه برتسلاف)
بورتیتسه (به چکی: Bořetice) یک منطقهٔ مسکونی در جمهوری چک است که در ناحیه برتسلاو واقع شده‌است. بورتیتسه ۱٬۳۵۴ نفر جمعیت دارد.